# Wind of Change
'Wind of Change em português europeu: Vento de Mudança, em português brasileiro: Vento da Mudança é uma canção de 1990 escrita por Klaus Meine, vocalista da banda de hard rock alemã Scorpions. Klaus Meine inspirou-se nos "ventos de mudança" que atingiam a Europa, com a Guerra Fria terminando, o fim da União Soviética e a queda do Muro de Berlim.
A música foi lançada no álbum Crazy World em 1990, mas não se tornou um sucesso em todo o mundo até 1991, quando liderou as paradas na Alemanha e em toda a Europa, e atingiu o número 4 nos Estados Unidos e 2 no Reino Unido. Foi regravada nos álbuns posteriores Live Bites (álbum ao vivo de 1995), Moment of Glory, que teve participação da Orquestra Filarmónica de Berlim, e no álbum de 2001, Acoustica.
A banda também gravou uma versão em russo da música, sob o título Ветер перемен (Veter Peremen) e uma versão em espanhol chamada Vientos de Cambio.
A canção é atualmente nª 98 das mais vendidas de todos os tempos na Alemanha.
Em todo o mundo, este single vendeu mais de 14 milhões de cópias, tornando-o um do top cinquenta de melhores venda de singles de todos os tempos. O Scorpions detêm o recorde para o single mais vendido por um artista e banda alemã.
O vídeo de "Wind of Change" foi visto mais de 1 bilhão de vezes no YouTube até o momento. Com isso, o Scorpions é a primeira banda alemã a quebrar a marca de 100 milhões de visualizações.

## Faixas
| CD maxi Europe 1. "Wind of Change" — 5:10 2. "Tease Me Please Me" — 4:44 U.S. 1. "Wind of Change" — 5:10 2. "Restless Nights" — 5:44 3. "Big City Nights" (live) — 5:10 | 7" single 1. "Wind of Change" — 5:10 2. "Restless Nights" — 5:44 |

## Posições e vendas
| Parada (1991)                             | Posição |
| ----------------------------------------- | ------- |
| Australian ARIA Singles Chart             | 7       |
| Austrian Singles Chart                    | 1       |
| Dutch Top 40                              | 1       |
| French SNEP Singles Chart                 | 1       |
| German Singles Chart                      | 1       |
| Irish Singles Chart                       | 2       |
| New Zealand RIANZ Singles Chart           | 17      |
| Norwegian Singles Chart                   | 1       |
| Swedish Singles Chart                     | 1       |
| Swiss Singles Chart                       | 1       |
| UK Singles Chart                          | 2       |
| U.S. Billboard Hot 100                    | 4       |
| U.S. Billboard Hot Mainstream Rock Tracks | 2       |

| Parada (1991)            | Posição |
| ------------------------ | ------- |
| Australian Singles Chart | 43      |
| Austrian Singles Chart   | 1       |
| French Singles Chart     | 3       |
| Dutch Top 40             | 8       |
| Swiss Singles Chart      | 1       |
| U.S. Billboard Hot 100   | 39      |

| País        | Certificação | Data                  | Vendas certificadas |
| ----------- | ------------ | --------------------- | ------------------- |
| Austria     | Platina      | 7 de novembro de 1991 | 30,000              |
| França      | Ouro         | 1991                  | 250,000             |
| Alemanha    | Platina      | 1991                  | +500,000            |
| Reino Unido | Prata        | 1 de outubro de 1991  | 200,000             |
| EUA         | Ouro         | 9 de abril de 1991    | 500,000             |